# Kanton Selles-sur-Cher
Kanton Selles-sur-Cher (francouzsky Canton de Selles-sur-Cher) je francouzský kanton v departementu Loir-et-Cher v regionu Centre-Val de Loire. Tvoří ho osm obcí.

## Obce kantonu
- Billy
- Gièvres
- Gy-en-Sologne
- Lassay-sur-Croisne
- Mur-de-Sologne
- Rougeou
- Selles-sur-Cher
- Soings-en-Sologne